# 真頂院 (東京都北区)
真頂院（しんちょういん）は、東京都北区にある真言宗智山派の寺院。

## 概要
室町時代中期、秀善によって開山された。秀善は袋諏訪神社の創建者でもある。そういう経緯から、真頂院は袋諏訪神社の別当寺になっていた。
現在の本殿や山門は昭和初期に建てられた。

## 交通アクセス
- 赤羽岩淵駅より徒歩6分。